# ルドルフ＝ヘルマン・フォン・アルフェンスレーベン
ルドルフ＝ヘルマン・エマヌエル・ゲオルク・クルト・ヴェルナー・フォン・アルフェンスレーベン（Ludolf-Hermann Emmanuel Georg Kurt Werner von Alvensleben, 1901年3月17日 - 1970年4月1日）は、ナチス親衛隊の将軍。最終階級は親衛隊中将および警察及び武装親衛隊中将。愛称はブービー（Bubi＝坊や）。
ダンツィヒ＝西プロイセン帝国大管区において自衛団指揮官としてポーランド人4,247人を虐殺した。戦後はアルゼンチンに逃亡し、逮捕されることなく生涯を終えた。

## 生涯

### 青年期

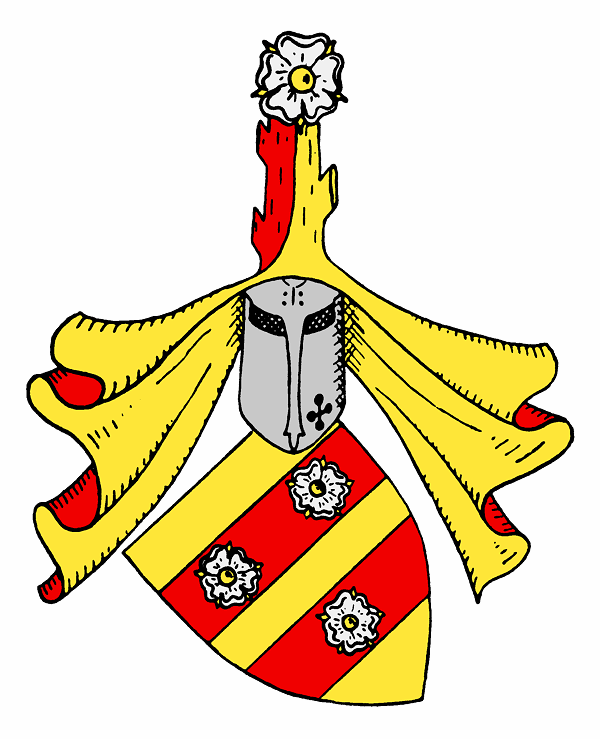
アルフェンスレーベン家の紋章

ドイツ北部の貴族であるアルフェンスレーベン家の出身で、プロイセン陸軍少将であるルドルフ・フォン・アルフェンスレーベン（1844年‐1912年）と妻のアントワネット（1870年 - 1950年、旧姓フォン・リクー男爵夫人）の息子としてハレ・アン・デア・ザーレに生まれた。1911年にプロイセン幼年士官学校に入学し、1912年に父ルドルフが死去するとショホヴィッツのアルフェンスレーベン家の家長となった。
第一次世界大戦中の1918年に、第10騎兵連隊の士官候補生となった。敗戦後の1920年にはメルカー義勇軍に6週間参加し、1923年からは鉄兜団に1929年7月まで所属した。また1923年から1928年までアルトマルクで小作農として働き、1928年にはショホヴィッツの地所の管理を引き継いだ。

### ナチ党員として
1929年8月1日に国家社会主義ドイツ労働者党（ナチ党）に入党（党員番号149,345） し、アイスレーベンの地区指導者に任命された。同時に突撃隊にも入隊、党の演説者にもなった。1930年2月1日にマンスフェルダー・ゼークライスの管区指導者に任命された。8月21日に交通違反のため、2日間の拘置と20ライヒスマルクの罰金の処罰を受けた。また共産党員との路上闘争で胸、頭蓋骨、肩を負傷した。1931年7月からはハレ＝メルゼブルク大管区における突撃隊自動車部隊の指揮官を務めた。同年、ドイツ社会民主党員のアイスレーベン郡郡長への侮辱のために200ライヒスマルクの罰金支払いの処罰を受けた。1932年2月に突撃隊を離れた。
1933年に、ハレ＝メルゼブルク大管区の大管区監察官に任命された。また2月から5月まで一時的にアイスレーベン郡の郡長を務めた。2月12日に起きたアイスレーベンの共産党支部への襲撃事件であるアイスレーベンの血の日曜日には、ハレ＝メルゼブルク大管区指導者であるルドルフ・ヨルダン、アイスレーベンの親衛隊指導者であるヘルマン・フロアシュテットらと共に関与した。1933年3月から1934年4月にかけてプロイセン州ザクセン県の県議会議員を務め、アイスレーベンの地区委員及び郡議員も兼任した。1933年3月5日から10月14日まではプロイセン州議員を務めた。6月1日にアイスレーベンの郡長代行となり、8日には副郡長となった。1933年11月12日からは選挙区11区（メルゼブルク地区）選出のドイツ国会議員となった。1938年4月10日の選挙においては選挙区31区（ヴュルテンベルク地区）から選出された。

### 親衛隊

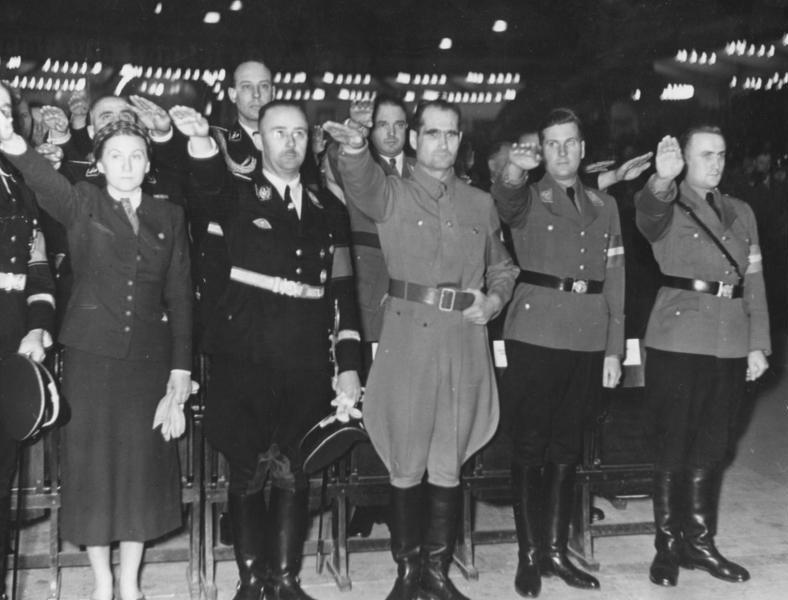
左から帝国女性指導者ゲルトルート・ショルツ＝クリンク、親衛隊全国指導者ハインリヒ・ヒムラー、ルドルフ・ヘス、バルドゥール・フォン・シーラッハ、アルトゥール・アクスマン、ヒムラーの後方にいるのがアルフェンスレーベン

1934年4月1日に親衛隊へ入隊（隊員番号177002）し、第7親衛隊連隊に配属された。同日親衛隊中佐となり、ドレスデンの親衛隊46連隊の指揮官となった。4月23日にはライプツィヒのナイトクラブ所有者の妻である女性に暴行したことにより、8月20日にハインリヒ・ヒムラーから譴責処分を受けた。
1935年6月26日から9月26日までドレスデンの第10連隊第2大隊の機関銃中隊に、10月1日に、親衛隊26連隊の指揮官となった。1936年5月20日からはヴァイセンフェルスの第53歩兵連隊第2大隊に配属され訓練を受けた。9月20日にはシュトゥットガルトの第10親衛隊管区指導者、1936年4月に親衛隊大佐に昇進。またヴュルテンベルク州の州狩猟長官の名誉会員となった。
1937年1月10日に第119歩兵連隊の予備役将校となった。12月1日にはレーベンスボルンの会員となった。
1938年3月5日から4月3日まで健康上の理由により休養後、7月1日にシュヴェリーンの第33親衛隊管区の指導者となった。8月にザルツデットフルト＝コンツェルン、カリ・ヴェルケ、およびマンスフェルト株式会社及び製鉄所の特別顧問に就任。11月14日から、ヒムラーの主席副官となり、11月25日からは副官長として1941年1月31日まで働いた。

#### ポーランド

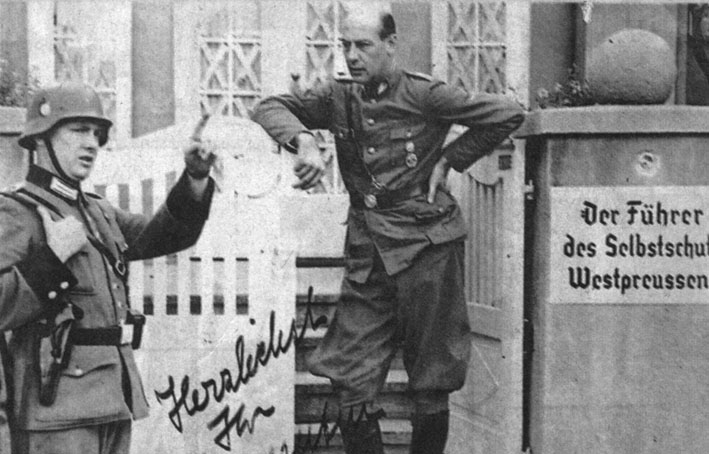
ダンツィヒ＝西プロイセン自衛団司令官時のアルフェンスレーベン（1939年）

ポーランド侵攻開始後の1939年9月3日から11月20日までダンツィヒ＝西プロイセン帝国大管区における自衛団指揮官に任じられた。そこで、かつてのベルリン突撃隊指導者で民主主義者や共和主義者を虐待したカール・エルンストを想い起こさせるような暴君振りを発揮し、西プロイセンの住民の生死を握ることとなった。一例として、ヒムラー訪問中にブロンベルクで20名の破壊工作容疑のポーランド人処刑を監督した際に、自ら拳銃で止めを刺した。また親戚の一人であるフォン・アルフェンスレーベン＝シェーンボルン伯爵はポーランド人の妻を持ち、息子の家庭教師がユダヤ人であるなど、ポーランド人とユダヤ人に友好的であったため、アルフェンスレーベンは「自分の人種を裏切っていた」ドイツ人は排除されるべきであるという信念のもとにこれを射殺したことを、1939年12月12日にカール・ヴォルフへ報告した。またピアシュニツァの虐殺にも責任を負っている。 
9月13日には第4軍付の秩序警察司令官に任命され、12月1日の解散まで務めた。1939年10月5日には、秩序警察本部長のクルト・ダリューゲに指揮下の自衛団の団員数は17,667人に達し、その日までに4,247人のポーランド人を殺害したと報告している。1939年3月11日にヴァルテラント帝国大管区のグロース・アイヒェンバールレーベン（現ポーランド領ルチェヴォ、ルチェフコ）の土地管理人となった。1939年12月1日からは「東」親衛隊及び警察高級指導者であるフリードリヒ・ヴィルヘルム・クリューガーの幕僚を務めた。1940年9月7日には親衛隊少将に昇進した。
1940年4月25日から親衛隊特務部隊の第2連隊「ゲルマニア」に入隊し、武装親衛隊の予備役親衛隊中尉の階級でフランス侵攻に従軍したが、病のため6月10日に退役した。1940年8月1日からはヒムラーの個人幕僚となり、また一時的に秩序警察及び国家保安本部で研修を受けた。

#### 独ソ戦
独ソ戦中の1941年10月22日に「南ロシア」親衛隊及び警察高級指導者指揮下の「チェルニゴフ」親衛隊及び警察指導者となった。11月19日にシンフェロポリの親衛隊及び警察駐屯地指導者、12月6日には「タウリカ＝クリミア行政地区」親衛隊及び警察指導者に任命され、そこで対パルチザン戦を行った。1943年10月6日には「ニコライェフ」親衛隊及び警察指導者を兼任した。だが10月10日に病のため職務を離れ、11月1日までホーエンリューヘン療養所で療養した。その後ドレスデンの病院へと移り1944年2月11日まで治療を受けた。その間の1943年10月29日から「黒海」親衛隊及び警察高級指導者へ任命され、11月9日に親衛隊中将及び警察中将に昇進した。
1944年2月19日よりウード・フォン・ヴォイルシュの後任として「エルベ川」親衛隊及び警察高級指導者及び親衛隊上級地区司令官に就任し、10月1日より第IV軍管区の高級捕虜収容所司令官に任命された。

### アルゼンチンへの脱出
1945年5月にイギリス軍によって逮捕されたが、1980年11月27日にカール・ヴォルフが明かした情報によれば、1946年9月11日に牛乳輸送車に隠れて捕虜収容所から脱走した。
その後ショホヴィッツに短期滞在後、福音教会からの援助を受けて1946年に家族と共にアルゼンチンへ逃亡した。1949年にアルゼンチンのブエノスアイレスに到着し、カルロス・リュッケの名で住んでいた。1952年9月15日には、フアン・ペロン大統領からアルゼンチン国籍を付与され、ブエノスアイレスに1956年7月まで居住した。1956年にサンタ・ロサ・デ・カラムチタに移り、エレーロ湖の養殖漁業管理官となり、豪華な不動産で暮らした。友人であるペロンは彼をR10111地区の釣り・狩猟・ヨット部門の部長に昇進させた。またCAウニオンの会長にもなっている。
ポーランドでは欠席裁判が行われ、自衛団司令官として4,247人の人間を殺害したかどで被告人不在で死刑判決が下り、1964年1月にミュンヘン地方裁判所から拘留命令が出されたが、引渡しには至らなかった。
1970年4月1日にサンタ・ロサ・デ・カラムチタで肺癌により死去した。

## 家族
妻は1924年5月3日に結婚したメリッタ・フォン・グァイタ（1905年4月17日生まれ）。メリッタもナチ党に入党している（党員番号963,000）。メリッタとの間に2人の息子と2人の娘を儲けている。

## キャリア

### 階級
出典
- 1918年：士官候補生
- 1931年7月：突撃隊大佐
- 1934年4月5日：親衛隊志願兵（ドイツ語版）
- 1934年4月5日：親衛隊中佐
- 1935年6月26日：予備役軍曹
- 1936年：予備役曹長
- 1936年4月20日：親衛隊大佐
- 1937年1月30日：親衛隊上級大佐
- 1937年10月1日：予備役少尉
- 1940年4月25日：武装親衛隊の予備役親衛隊中尉
- 1940年5月23日：武装親衛隊の予備役親衛隊大尉
- 1940年9月7日：親衛隊少将
- 1942年1月7日：警察少将
- 1943年11月9日：親衛隊中将及び警察中将
- 1944年7月1日：武装親衛隊中将

### 受章
出典
- 二級鉄十字章
- 一級及び二級戦功十字章
  - 二級（1940年6月）
  - 一級（1943年2月3日）
- クリミア盾章（1943年6月1日）
- 1941年/1942年冬季東部戦線従軍メダル（1942年）
- 1939年3月22日メーメル返還記念メダル
- 1938年3月13日記念メダル
- 1938年10月1日記念メダル
- 第1級ダンツィヒ十字章 （1939年11月26日）
- 黄金ナチ党員バッジ（1938年1月30日）
- 大管区名誉徽章
  - ハレ＝メルゼブルク大管区1925年名誉章
- 勤続章（ドイツ語版）
  - ナチ党勤続章
    - 銅章
    - 銀章
- ドイツ国家スポーツ章（ドイツ語版）
  - 銀章（1937年12月1日）
- SAスポーツ章
  - 銅章（1937年12月1日）
  - 銀章
- ドイツ乗馬勲章
  - 銅章
- 親衛隊全国指導者名誉長剣（1937年12月1日）
- 親衛隊名誉リング（1937年12月1日）
- 親衛隊私服ピン（ドイツ語版）（64,820番）
- 親衛隊冬至祭燭台（ドイツ語版）
- 古参闘士名誉章（1934年）
- ルーマニア王冠勲章（ルーマニア語版）（ルーマニア勲章）
  - 2級及び3級（1942年12月17日）
- 対共産主義十字軍メダル（英語版）（ルーマニア勲章）（1943年1月22日）
- 剣付きルーマニア王冠勲章（ルーマニア語版）（ルーマニア勲章）
  - 大将校章（1943年7月）
- 市民功労章（ブルガリア語版）（ブルガリア勲章）
  - 将校章（1943年3月3日）